# جائزة الولايات المتحدة الكبرى للدراجات النارية 2007
جائزة الولايات المتحدة الكبرى للدراجات النارية 2007 هو سباق دراجات نارية أقيم بتاريخ 22 يوليو 2007 في حلبة لاغونا سيكا. كان الجولة الحادية عشر من أصل 18 في سباق الجائزة الكبرى للدراجات النارية موسم 2007. فاز الأسترالي كيسي ستونر بفئة الموتو جي بي بينما جاء الأسترالي كريس فيرمولين في المركز الثاني وحصل على المركز الثالث الإيطالي ماركو ميلاندري.

## وصلات خارجية
- الموقع الرسمي